# Snabegård Skov
Snabegård Skov eller Snabegård Plantage er den vestlige del af de i alt 500 ha store Vellingskove på  sydsiden af Salten Ådalen i den sydlige del af Silkeborg Kommune.  Den adskilles  fra Velling Skov af  Lystrup Å der kommer fra sydøst, fra Bryrup Langsø; Mod syd ligger den 17 hektar store Kulsø, hvor Lystruphave Efterskole ligger i en tidligere skovrestaurant.  Snabegård Skov blev anlagt i første halvdel af 1800-tallet og præges af nåletræer.
Midt i Snabegård Skov ligger den rene og næringsfattige lobeliesø Snabe Igelsø der hverken har afløb eller tilløb. Her findes sjældne planter som Brasenføde og Tvepibet Lobelie, og om foråret kommer i tusindvis af skrubtudser og lægger deres æg.
I  den nordlige del af skoven ligger Vrads station fra den tidligere Horsens-Bryrup-Silkeborg Jernbane,   der er endestation på veteranjernbanen der siden  1969 været drevet på strækningen fra Bryrup til Vrads Station.
Ved den tidligere vandmølle og savværk Lystrupminde ved Lystrup Å ligger Lystrupminde Naturskole.
Snabegård Skov er en del af Natura 2000-område nr. 53 Sepstrup Sande, Vrads Sande, Velling Skov og Palsgård Skov